# Aphidius amamioshimensis
Aphidius amamioshimensis är en stekelart som beskrevs av Hajimu Takada 1968. Aphidius amamioshimensis ingår i släktet Aphidius och familjen bracksteklar. Inga underarter finns listade i Catalogue of Life.